# Tours-en-Savoie
Tours-en-Savoie este o comună în departamentul Savoie din sud-estul Franței. În 2009 avea o populație de 849 de locuitori.

## Evoluția populației
| An        | 1975 | 1982 | 1990 | 1999 | 2006 | 2009 |
| --------- | ---- | ---- | ---- | ---- | ---- | ---- |
| Populație | 647  | 698  | 786  | 741  | 854  | 849  |